# Sobótka (Ostrów Wielkopolski)
Sobótka ist ein Dorf und eins von 34 Schulzenämtern der Landgemeinde Ostrów Wielkopolski im Powiat Ostrów der Woiwodschaft Großpolen, Polen. Das Dorf hat etwa 1000 Einwohner. Bis 1954 war es Sitz der Landgemeinde Gmina Sobótka und bis zum Anfang des 18. Jahrhunderts hatte das ehemalige Sobótka Wielka selbst Stadtrechte.

## Geschichte

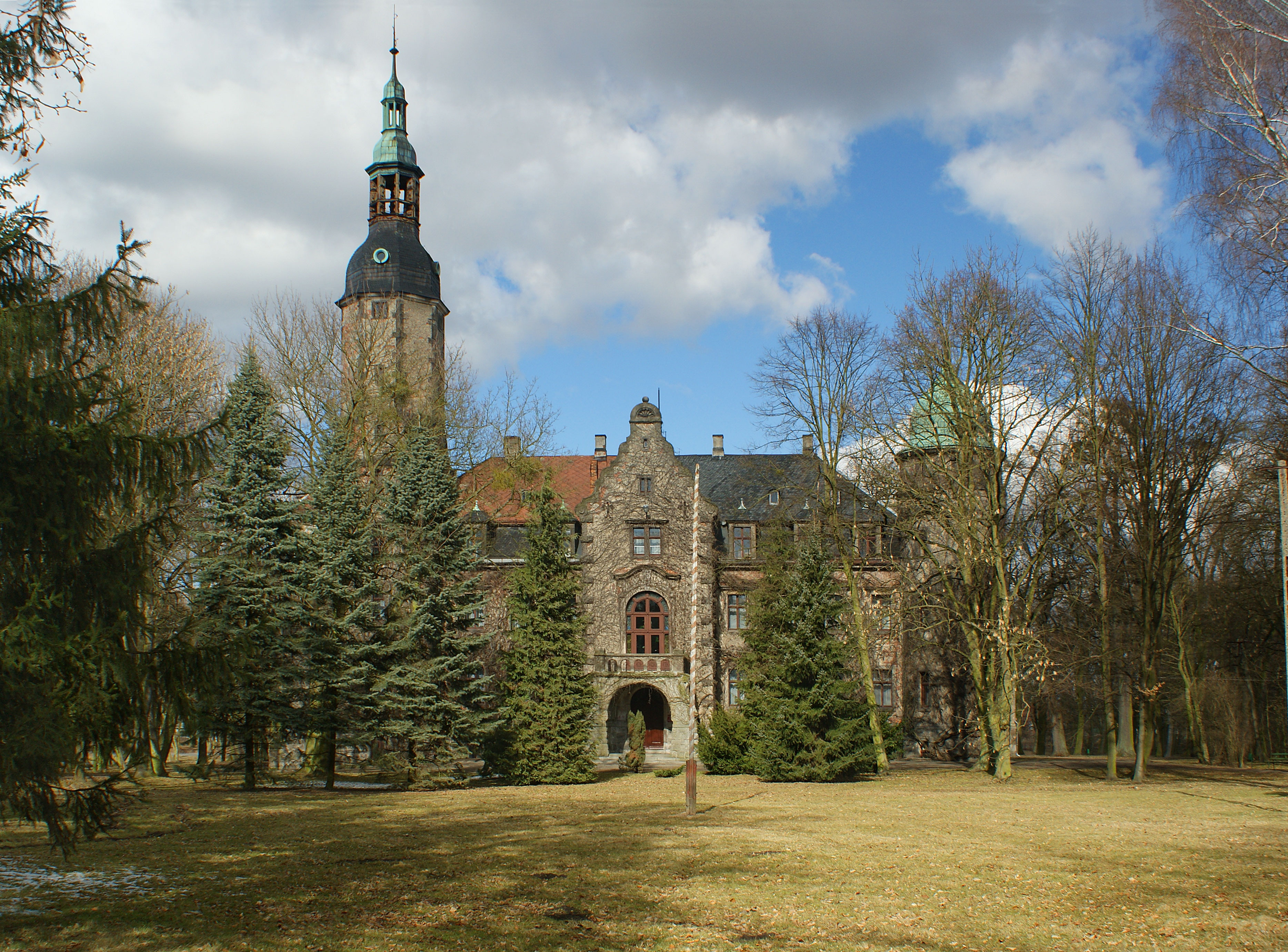
Stiegler-Schloss

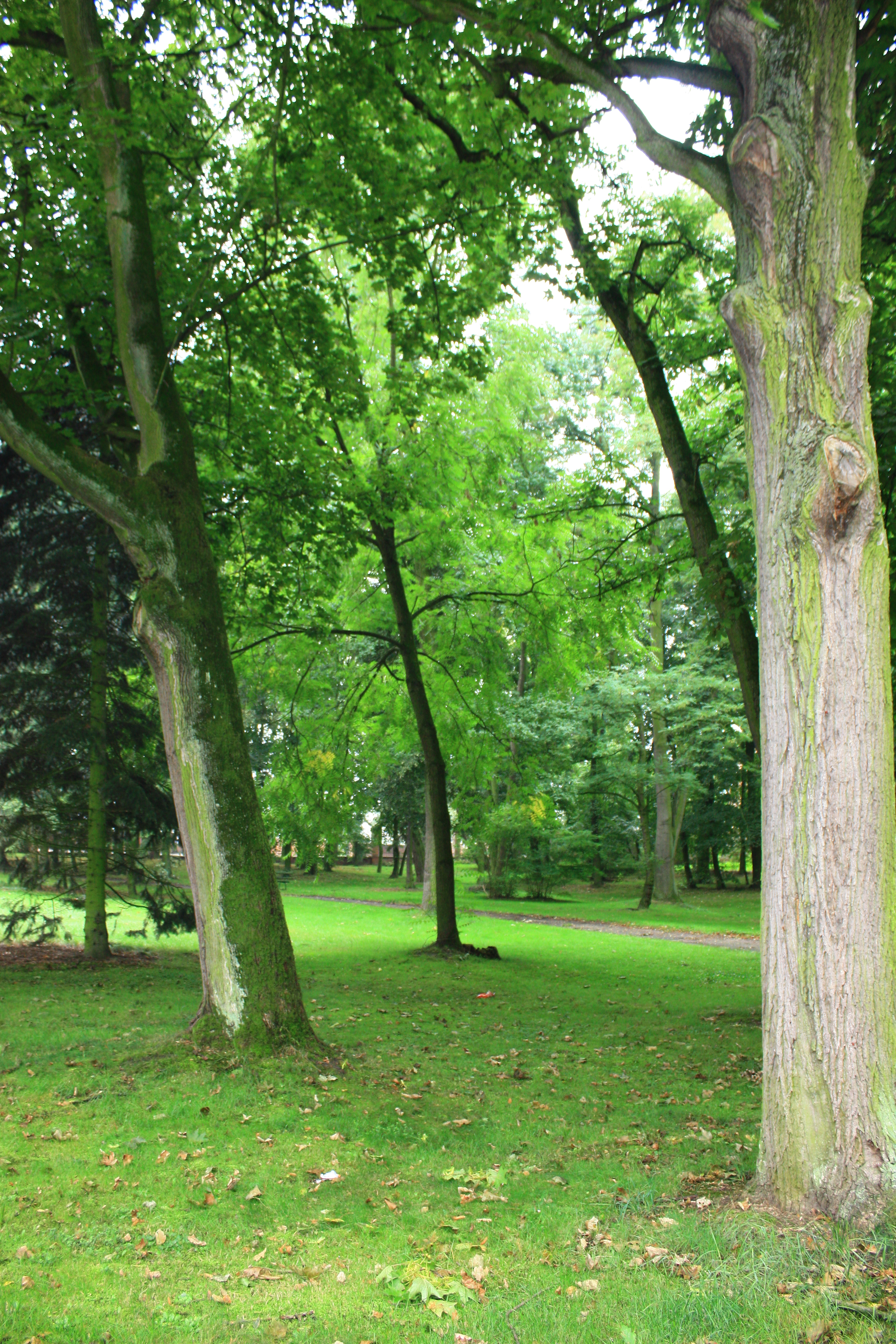
Park des Anwesens

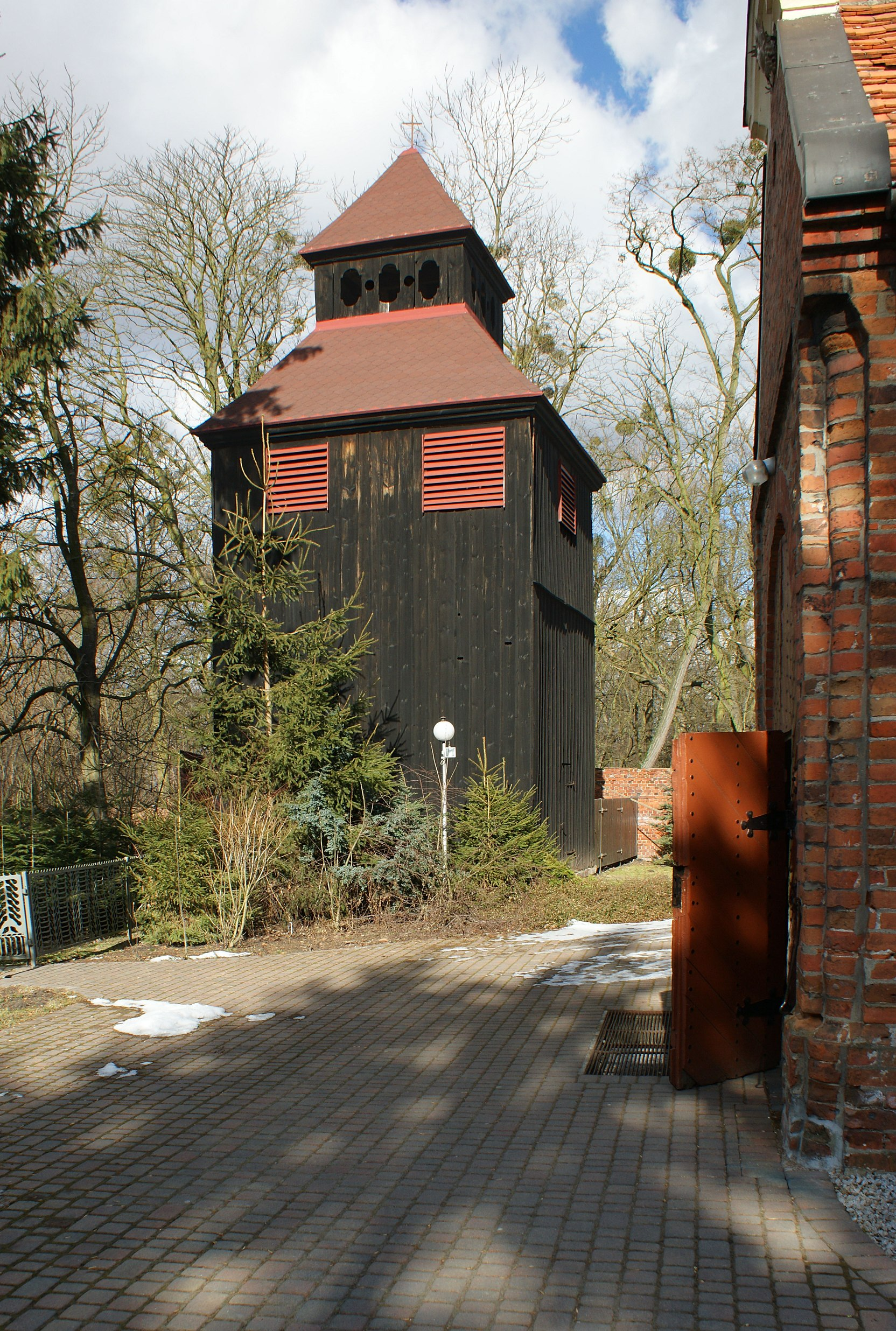
Glockenturm der Kirche

Sobótka ist eins der ältesten Dörfer der Region. Bereits 1301 wurde der Markt und die Pfarrkirche urkundlich erwähnt. Vor 1463 hatte Sobótka Wielka bereits Stadtrechte und gehörte zu den größeren Zentren des Powiats Kalisz. Diese Rechte gingen im frühen 18. Jahrhundert verloren. Die Stadt umfasste den südlichen Teil des heutigen Dorfs. Sie war Sitz der Familie Sobocki (Wappengemeinschaft Korab).
Das Gut Sobótka gehörte dem Vater von Wojciech Bogusławski (Vater des polnischen Theaters), dann diesem und kam über seine Witwe 1838 an die Familie Stiegler. Eduard (von) Stiegler († 1872) erweiterte das alte Gutshaus, seine Ehefrau Louise von Suchodolska legte in den 1840er Jahren den Landschaftspark an.
Erbe der Güter in Sobótka und Karsy wurde Eduard von Stieglers Neffe und Adoptivsohn Alexander von Stiegler. 1874 wurden das Rittergut Sobotka (1401,50 Hektar) und das zugehörige Vorwerk Borowiec (164,15 Hektar) mit dem 1861 von der Familie erworbenen Rittergut Karsy zu einem Fideikommiss vereinigt (Königliche Bestätigung vom 23. Mai 1874).
1884 wurde das herrschaftliche Wohnhaus durch einen Brand zerstört. Alexander von Stiegler ließ in den Jahren 1898 bis 1900 anstelle des Gutshauses ein eklektizistisches Schloss errichten. 2011 richtete ein Brand beträchtlichen Schaden im Erdgeschoss des Schlosses an.
Im benachbarten Grudzielec wurde 1942–1943 ein Arbeitslager errichtet, woran Gräber ermordeter Juden in Sobótka erinnern.
Der Ort gehörte bis 1933 zum Powiat Pleszewski, 1933–1934 zum Powiat Jarociński, 1975–1998 Woiwodschaft Kalisz, 1934–1975 und seit 1999 zum Powiat Ostrów. Von 1946 bis 1954 war das Dorf Sitz der Gmina Sobótka, seit 1973 Landgemeinde Ostrów Wielkopolski.

## Bau- und Naturdenkmale
- Pałac Stieglerów (Stiegler-Schloss, 1898–1899)
  - Landschaftspark (1840er Jahre) 6,6 Hektar groß
  - Ställe, Remise, Nebengebäude des Guts (19.–20. Jahrhundert)
- Kirche Narodzenia Najświętszej Marii Panny (spätes 13. Jahrhundert, 1783–1790 erweitert) mit frühgotischen Bauelementen
  - Taufbecken (1675)
  - Altar und Kruzifixe (18. Jahrhundert)
  - Glockenturm (1797), separat stehende Holzkonstruktion, Glocke von 1558 und 1762
- Wald von Sobótka.

## Persönlichkeiten
- Wojciech Bogusławski (1757–1829), Gutsherr auf Sobótka
- Eduard (von) Stiegler († 1872), Gutsherr auf Sobótka und Karsy
- Alexander von Stiegler (1857–1916), Majoratsherr auf Sobótka und Karsy (9000 Morgen), Mitglied des Preußischen Herrenhauses; † 1916 auf Sobótka.